# Andrásy család (fügei)
A fügei Andrásy család egy Gömör és Kishont vármegyei család, amely címeres nemeslevelet 1668. június 27-én János nevű őse révén nyert – Nagy Iván szerint (I/41.) a család megalapitója az a négy testvér: András, János, Benedek és Mihály, akiket gróf Csáky István (országbíró) 1696. május 25-én (?) szabadított volna fel, s akik erre armálist is kaptak.

## Címerük
Kék pajzsban zöld halmon zöld fészekben ülő pelikán három fiát vérével táplálja; sisakdísz: fekete sasszárny; takarók: kék-arany, vörös-ezüst.